# Continental-Films
Continental-Films ([kɔ̃tinɑ̃'tal 'film]), известная как Continental, —  это французская кинокомпания, действовавшая во время оккупации и финансируемая немецким капиталом. Созданная в 1940 году Йозефом Геббельсом для пропагандистских целей, она однако получает руководство в лице франкофила Альфреда Гревена (нем. Alfred Greven), который мало учитывает политические заказы, полученные из Берлина. Компания выпускает между 1941 и 1944 годами около тридцати качественных художественных фильмов, часть из них — «Рука дьявола», «Дамское счастье» или «Ворон» стали французской классикой. Continental прекратит своё существование после освобождения.

### Первоначальные намерения
Continental-Films является, наподобие A.E.G.-Tobis-Klangfilm, кинопроизводственной компанией «по французскому праву с немецким капиталом», созданной в сентябре 1940 года Йозефом Геббельсом, крупным организатором и министром пропаганды нацистской Германии. Для Геббельса цель этой компании была прежде всего политической, заключающейся в сохранении контроля над кинопроизводством в оккупированных странах:

Наша политика в области кино должна быть идентична политике США по отношению к Северной и Южной Америке. Мы должны стать кинематографической властью на европейском континенте. В том случае, если фильмы будут выпускаться в других странах, они должны будут носить исключительно локальный характер. Наша цель —  предотвратить, насколько это возможно, создание любой национальной киноиндустрии.
Continental имеет кредиты, несоизмеримые с другими студиями периода коллаборационизма, что облегчает использование плёнки отличного качества (новой, а не вторичного происхождения), материалов, необходимых для декораций и костюмов, которые практически невозможно найти в других местах. Этот относительный достаток не исключает однако растущую экономию средств в виду нормирования, отключения электричества, бомбежек и приближением высадки союзников.

### Неоднозначный Альфред Гревен
Геббельс назначает главой Continental Альфреда Гревена, бывшего военного, убежденного франкофила, который учился во Франции и был безусловным поклонником французской культуры и кино Первоначальным намерением Гревена являлась конкуренция с американским кино, прежде всего в производстве хороших французских фильмов с лучшими техническими командами и великими актёрами в честолюбивых интересах, пусть даже идущих вразрез с директивами Геббельса. Таким образом, Continental-Films выпустит в 1943 году «Дамское счастье» Андре Кайата по роману Эмиля Золя, автора, помещённого нацистами в чёрный список. Согласно Бертрану Тавернье, некоторые фильмы, созданные Continental, никогда бы не увидели свет, если бы они подверглись цензуре Виши.
Геббельс не оценил вольности, которые Гревен позволил себе с его директивами. После показа «Фантастической симфонии» Кристиана-Жака он записал в своём дневнике:

Я возмущён тем, что наши офисы в Париже показывают французам как изображать национализм в своих фильмах. Я дал очень чёткие рекомендации для французов производить только лёгкие, пустые и, если возможно, глупые фильмы. Я думаю, им этого будет достаточно. Нет необходимости развивать их национализм.
Многие участники Сопротивления присоединяются к Continental, как помощник режиссера Жан-Девевр, полагая, что будут более защищёнными в рядах организации, с которой они боролись.

### Евреи в Continental
Для достижения своих целей Гревен пытается объединить лучшие французские кадры. Встретив Жака Превера в Каннах, он пытается и его убедить присоединиться к Continental и гарантирует ему полную свободу творчества. Превер отказывается и комментирует свою позицию таким образом: «Э, нет. К тому же, вы уже проиграли! [...] Потому что у вас нет еврея. Посмотрите на Голливуд: там не снимают кино без них!»
Тогда Гревен приступает к поискам сценаристов-евреев и просит представить его Жана Оранша. В конечном итоге он приглашает Анри Калефа и Жан-Поля Ле Шануа, еврея, коммуниста и участника Сопротивления. Гревен не заблуждался по поводу этой ситуации и даже мирился с ней, чтобы иметь возможность использовать штучные таланты, которые почти ничего не стоят, а поэтому особенно ценные (с непременным условием того, чтобы их фамилии не фигурировали в титрах или чтобы они взяли себе вымышленные). Согласно высказыванию эксцентричного продюсера Роже Ришебе, Гревен заявил, переиначив суждение Превера: «в кино евреи наиболее сильны […] У меня есть еврей, но он не знает, что я это знаю ...

### Фильмы
Её каталог едва достигает цифры тридцати постановок к концу Второй мировой войны, но она является питательной средой для молодых авторов. Среди них, помимо Анри-Жоржа Клузо, значатся Клод Отант-Лара, Жак Беккер, Робер Брессон, Андре Кайат, Жан-Девевр (тогда ассистент), Кристиан-Жак, Жорж Лакомб, которые присоединяются к другим режиссёрам, уже прославившимся до войны, как Морис Турнёр.
Со стороны актёров присутствуют почти начинающие, такие как: Жерар Филип или Франсуа Перье, но также признанные артисты, в том числе: Ремю, Мишель Симон, Фернандель, Пьер Ларке, Сюзи Делер, Даниэль Дарьё и, перед своей временной эмиграцией в Южную Америку, Луи Жюве.
Последним фильмом кинокомпании является «Подвалы „Мажестика“», адаптация романа Жоржа Сименона с Альбером Прежаном (в роли комиссара Мегрэ), Габриелло, Сюзи Прем, Дениз Гре из самых известных. Эта съёмка, в частности, упоминается в художественном фильме Бертрана Тавернье Laissez-passer (2002).
Самым значительным вкладом Continental во французское кино является, без сомнения, производство фильма «Ворон» Клузо. После освобождения «Комитет по чистке французского кино» вносит эту мрачную и пессимистическую работу, её авторов и актёров в чёрный список. Некоторые из них, по образцу Пьера Френе (тогдашнего президента профсоюза «Группа профессионалов театра» ) и Жинетт Леклер, попадают в тюрьму (шесть недель заключения для первого, один год — для второй, включая перевод в лагерь Дранси). Клузо пришлось ждать три года, чтобы вернуться в профессию и снять «Набережную Орфевр» в 1947 году.

## Полная фильмография
- 1941 : Убийство Деда Мороза / L'Assassinat du Père Noël, Кристиан-Жак
- 1941 : Последний из шести / Le Dernier des six, Жорж Лакомб
- 1941 : Первая встреча / Premier rendez-vous, Анри Декуэн
- 1941 : Клуб воздыхателей / Le Club des soupirants, Морис Глез (фр. Maurice Gleize)
- 1941 : Грехи молодости / Péchés de jeunesse, Морис Турнёр
- 1941 : Не двигайтесь / Ne bougez plus, Пьер Карон (фр. Pierre Caron)
- 1941 : Причуды / Caprices, Лео Жоаннон (фр. Léo Joannon)
- 1941 : Мамзель Бонапарт / Mam'zelle Bonaparte, Морис Турнёр
- 1941 : Анетт и блондинка / Annette et la dame blonde, Жан Древиль
- 1941 : Фантастическая симфония / La Symphonie fantastique, Кристиан-Жак
- 1941 : Незнакомцы в доме / Les Inconnus dans la maison Анри Декуэн (по произведению Жоржа Сименона)
- 1942 : Простак / Simplet, Фернандель
- 1942 : Брак по любви / Mariage d'amour, Анри Декуэн
- 1942 : Мнимая любовница / La Fausse Maîtresse Андре Кайат (по роману О. де Бальзака)
- 1942 : Убийца живет в доме... №21 / L'Assassin habite... au 21, Анри-Жорж Клузо
- 1942 : Защита любви / Défense d'aimer, Ришар Потье (фр. Richard Pottier)
- 1942 : Рука дьявола / La Main du diable, Морис Турнёр (по роману Жерара де Нерваля) (фр. Gérard de Nerval)
- 1942 : Пикпюс / Picpus, Ришар Потье
- 1943 : Двадцать пять лет счастья / Vingt-cinq ans de bonheur, Рене Жайе (фр. René Jayet)
- 1943 : Дамское счастье / Au Bonheur des Dames, Андре Кайят (по роману Э. Золя)
- 1943 : Адриан / Adrien, Фернандель
- 1943 : Ворон, Анри-Жорж Клузо
- 1943 : Моя любовь рядом с тобою / Mon amour est près de toi, Ришар Потье
- 1943 : Адская долина / Le Val d'enfer, Морис Турнёр
- 1943 : Волчья ферма / La Ferme aux loups, Ришар Потье
- 1943 : Пьер и Жан / Pierre et Jean,  Андре Кайат (по роману Г. де Мопассана)
- 1943 : Приятная жизнь / La Vie de plaisir, Альбер Валантен (фр. Albert Valentin)
- 1943 : Последний су / Le Dernier Sou, Андре Кайат
- 1943 : Сесиль умерла! / Сесиль мертва / Cécile est morte !, Морис Турнёр (по одноимённому роману Ж. Сименона)
- 1944 : Подвалы „Мажестика“ / Les Caves du Majestic, Ришар Потье (по роману Ж. Сименона)